# 黑斑珠母麗魚
黑斑珠母麗魚，為輻鰭魚綱鱸形目隆頭魚亞目慈鯛科的其中一種，分布於南美洲巴西Parnaiba河流域，體長可達7.6公分，棲息在沙底質的河川中底層水域，屬肉食性，以昆蟲等為食，生活習性不明。

## 擴展閱讀
維基物種上的相關：黑斑珠母麗魚